# Phillip Wilson
Phillip Wilson (Wellington, 13 de novembro de 1996) é um remador neozelandês, campeão olímpico.

## Carreira
Wilson conquistou a medalha de ouro nos Jogos Olímpicos de Verão de 2020 em Tóquio com a equipe da Nova Zelândia no oito com masculino, ao lado de Tom Mackintosh, Hamish Bond, Tom Murray, Michael Brake, Dan Williamson, Shaun Kirkham, Matt Macdonald e Sam Bosworth, com o tempo de 5:24.64.